# Isoperla asiatica
Isoperla asiatica és una espècie d'insecte plecòpter pertanyent a la família dels perlòdids.

## Descripció
- Els adults són de color ocre clar (llevat d'un patró marró al cap i el pronot) amb el cap groguenc clar, una taca marró sobre els ocels i que s'estén vers les antenes, les potes marronoses al dors i una longitud de les ales anteriors de 10,2-10,5 als mascles i d'11,12-12,7 en el cas de les femelles.
- La femella adulta presenta la placa subgenital ampla i arrodonida.
- L'ou és ovalat i fa 351 micròmetres de llargària.[5]

## Hàbitat
En el seu estadi immadur és aquàtic i viu a l'aigua dolça, mentre que com a adult és terrestre i volador.

## Distribució geogràfica
Es troba a Mongòlia, el Kazakhstan i Rússia, incloent-hi el riu Selengà.